# Wenzel Eusebius von Lobkowicz
Wenzel Eusebius von Lobkowicz, in italiano Venceslao Eusebio di Lobkowicz (Praga, 30 gennaio 1609 – Roudnice nad Labem, 22 aprile 1677), fu principe di Lobkowicz dal 1628 al 1677.

## Biografia
Figlio del cancelliere boemo Zdeněk Vojtěch Popel z Lobkowicz e di sua moglie, Polyxena Pernštejn, Wenzel Eusebius nacque a Praga nel 1609. Devoto cattolico, grazie ad un'accurata politica della propria casata, riuscì ad accumulare una notevole fortuna personale.
Nel 1631 entrò nell'esercito imperiale dove finanziò un proprio reggimento che combatté nella Guerra dei Trent'anni, al termine della quale egli aveva raggiunto il grado di feldmaresciallo. Si fece successivamente un nome come politico e diplomatico, divenendo presidente del consiglio imperiale di guerra (dal 1652) nonché presidente del consiglio privato imperiale (dal 1669). Nel 1646 acquistò il Ducato di Sagan che l'imperatore Ferdinando III del Sacro Romano Impero aveva confiscato nel 1634 dopo la morte del comandante imperiale Albrecht von Wallenstein. Colse l'occasione per riprendere in maniera attiva la gestione delle proprietà della propria famiglia, rimodellando Palazzo Lobkowicz in stile barocco italiano e trasformando il Castello di Roudnice da struttura in rovina a sede della sua famiglia.
Amico dell'imperatore Leopoldo I del Sacro Romano Impero, venne nominato presidente dell'Hofkriegsrat nel 1657. Per quanto i suoi genitori (in particolare sua madre, figlia di una nobildonna spagnola) parteggiassero per la fazione pro-spagnola, egli cercò degli alleati anche alla corte francese, creandosi molti nemici per questo tra i sostenitori della causa spagnola presso la corte asburgica di Vienna. Per intervento di questi ultimi, venne messo in cattiva luce presso l'Imperatore e decadde dal favore del sovrano nel 1674. Venne quindi arrestato e posto in prigione a Roudnice, dove morì tre anni dopo.

## Matrimonio e figli
Wenzel Eusebius sposò in prime nozze Johana Myšková ze Žlunic (1600–1650) a Praga il 3 novembre 1638. La coppia non ebbe figli.
Alla morte della prima moglie, si risposò il 6 febbraio 1653 con Sofia Augusta del Palatinato-Sulzbach (1624–1682), figlia del conte palatino Augusto del Palatinato-Sulzbach. La coppia ebbe insieme sei figli:
- Un figlio nato morto (1654)
- Ferdinand August (1655–1715), III principe di Lobkowicz, II duca di Sagan. Si sposò quattro volte ed ebbe discendenza.
- Philipp Ferdinand Adalbert (1656–1659)
- Marie Hedwig Sophie (1658–1660)
- Franz Wilhelm (1659–1698)

## Albero genealogico
|                                                             |                                            |                                                    | Genitori                                                            |  |  | Nonni |  |  | Bisnonni                                                   |  |  | Trisnonni                                                |  |
|                                                             |                                            |                                                    |                                                                     |  |  |       |  |  | Ladislav I Popel von Lobkowicz, barone Popel von Lobkowicz |  |  | Johann I Popel von Lobkowicz, barone Popel von Lobkowicz |  |
|                                                             |                                            |                                                    |                                                                     |  |  |       |  |  | Ladislav I Popel von Lobkowicz, barone Popel von Lobkowicz |  |  | Johann I Popel von Lobkowicz, barone Popel von Lobkowicz |  |
|                                                             |                                            | Anna Sswihowsky z Risemberk                        |                                                                     |  |  |       |  |  | Ladislav I Popel von Lobkowicz, barone Popel von Lobkowicz |  |  |                                                          |  |
| Ladislav II Popel von Lobkowicz, barone Popel von Lobkowicz |                                            |                                                    |                                                                     |  |  |       |  |  | Ladislav I Popel von Lobkowicz, barone Popel von Lobkowicz |  |  |                                                          |  |
|                                                             |                                            | Benigna Katharina Anna Kragjrz z Kraigk            | Jiri Kragjrz z Kraigk, barone Kragjrz z Kraigk                      |  |  |       |  |  |                                                            |  |  |                                                          |  |
|                                                             |                                            | Benigna Katharina Anna Kragjrz z Kraigk            | Jiri Kragjrz z Kraigk, barone Kragjrz z Kraigk                      |  |  |       |  |  |                                                            |  |  |                                                          |  |
|                                                             |                                            | Benigna Katharina Anna Kragjrz z Kraigk            | Apollonia von Puchheim                                              |  |  |       |  |  |                                                            |  |  |                                                          |  |
| Zdenek Adalbert von Lobkowicz, I principe di Lobkowicz      |                                            | Benigna Katharina Anna Kragjrz z Kraigk            |                                                                     |  |  |       |  |  |                                                            |  |  |                                                          |  |
|                                                             |                                            | Zdenek Berka z Dubé e Lipa                         | Jindrich Berka z Dubé e Lipa                                        |  |  |       |  |  |                                                            |  |  |                                                          |  |
|                                                             |                                            | Zdenek Berka z Dubé e Lipa                         | Jindrich Berka z Dubé e Lipa                                        |  |  |       |  |  |                                                            |  |  |                                                          |  |
|                                                             |                                            | Zdenek Berka z Dubé e Lipa                         | Afra Malowecz von Cheynow                                           |  |  |       |  |  |                                                            |  |  |                                                          |  |
| Johana Berka z Dubé e Lipa                                  |                                            | Zdenek Berka z Dubé e Lipa                         |                                                                     |  |  |       |  |  |                                                            |  |  |                                                          |  |
|                                                             |                                            | Katharina von Haugwitz                             | …                                                                   |  |  |       |  |  |                                                            |  |  |                                                          |  |
|                                                             |                                            | Katharina von Haugwitz                             | …                                                                   |  |  |       |  |  |                                                            |  |  |                                                          |  |
|                                                             |                                            | Katharina von Haugwitz                             | …                                                                   |  |  |       |  |  |                                                            |  |  |                                                          |  |
| Wenzel Eusebius von Lobkowicz, II principe di Lobkowicz     |                                            | Katharina von Haugwitz                             |                                                                     |  |  |       |  |  |                                                            |  |  |                                                          |  |
|                                                             | Johann von Pernstein, signore di Pernstein | Wilhelm von Pernstein                              |                                                                     |  |  |       |  |  |                                                            |  |  |                                                          |  |
|                                                             | Johann von Pernstein, signore di Pernstein | Wilhelm von Pernstein                              |                                                                     |  |  |       |  |  |                                                            |  |  |                                                          |  |
|                                                             | Johann von Pernstein, signore di Pernstein | Johanna von Liblic                                 |                                                                     |  |  |       |  |  |                                                            |  |  |                                                          |  |
| Wratislaw von Pernstein, signore di Pernstein               | Johann von Pernstein, signore di Pernstein |                                                    |                                                                     |  |  |       |  |  |                                                            |  |  |                                                          |  |
|                                                             |                                            | Hedwig von Schellenberg, baronessa di Schellenberg | Jaroslaw IV von Schellenberg, barone di Schellenberg                |  |  |       |  |  |                                                            |  |  |                                                          |  |
|                                                             |                                            | Hedwig von Schellenberg, baronessa di Schellenberg | Jaroslaw IV von Schellenberg, barone di Schellenberg                |  |  |       |  |  |                                                            |  |  |                                                          |  |
|                                                             |                                            | Hedwig von Schellenberg, baronessa di Schellenberg | Katharina von Plauen                                                |  |  |       |  |  |                                                            |  |  |                                                          |  |
| Polyxena von Pernstein                                      |                                            | Hedwig von Schellenberg, baronessa di Schellenberg |                                                                     |  |  |       |  |  |                                                            |  |  |                                                          |  |
|                                                             |                                            | Garcia Manrique de Mendoza, marchese di Desio      | Honorato Hurtado de Mendoza, III signore di Cañete e della Parrilla |  |  |       |  |  |                                                            |  |  |                                                          |  |
|                                                             |                                            | Garcia Manrique de Mendoza, marchese di Desio      | Honorato Hurtado de Mendoza, III signore di Cañete e della Parrilla |  |  |       |  |  |                                                            |  |  |                                                          |  |
|                                                             |                                            | Garcia Manrique de Mendoza, marchese di Desio      | Francesca da Silva                                                  |  |  |       |  |  |                                                            |  |  |                                                          |  |
| Maria de Mendoza                                            |                                            | Garcia Manrique de Mendoza, marchese di Desio      |                                                                     |  |  |       |  |  |                                                            |  |  |                                                          |  |
|                                                             |                                            | Isabel de Briceño                                  | Cristoforo de Briceño                                               |  |  |       |  |  |                                                            |  |  |                                                          |  |
|                                                             |                                            | Isabel de Briceño                                  | Cristoforo de Briceño                                               |  |  |       |  |  |                                                            |  |  |                                                          |  |
|                                                             |                                            | Isabel de Briceño                                  | Isabella de La Crepona                                              |  |  |       |  |  |                                                            |  |  |                                                          |  |
|                                                             |                                            | Isabel de Briceño                                  |                                                                     |  |  |       |  |  |                                                            |  |  |                                                          |  |